# یوروکوپتر ای‌اس۳۵۰ اکوروی
یوروکوپتر ای‌اس۳۵۰ اکوروی ( سنجاب ) ، هم اکنون ایرباس هلیکوپتر اچ۱۲۵ ، یک بالگرد چند منظوره تک موتوره است که در ابتدا توسط آیرواسپاسیال و یورو کوپتر (در حال حاضر هلیکوپترهای ایرباس) در فرانسه طراحی و ساخته شده است. در شمال امریکا، آ اس ۳۵۰ به عنوان ASTAR به بازار عرضه شده است. آ اس ۳۵۵ یک نوع بالگرد دوموتوره است که در آمریکای شمالی با عنوان TwinStar به بازار عرضه می شود. یورو کوپتر ایی سی ۱۳۰ مشتق شده از بدنه آ اس ۳۵۰ است و از نظر تولید کننده بخشی از خانواده تک موتوره urecureuil به حساب می آید. در ۱۴ مه ۲۰۰۵ یک خلبان فرانسوی به نام دیدیر دلساله با این بالگرد موفق به فرود بر روی قله اورست بلندترین قله جهان شده و رکورد پرواز در بالاترین ارتفاع را به نام خود ثبت کرد. 

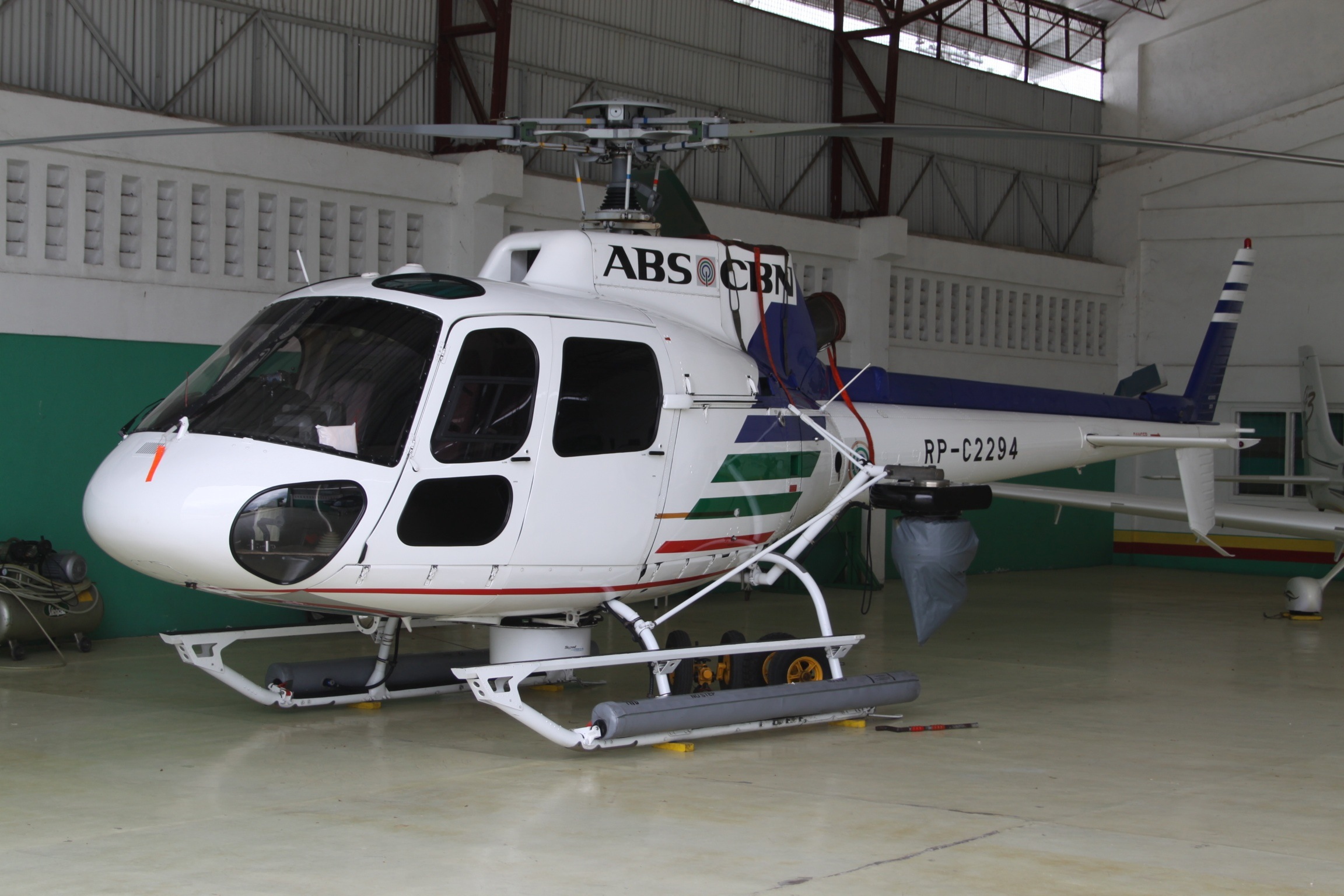
یکی از سه هلیکوپتر خبری آ اس ۳۵۰ شبکه ABS-CBN در یک آشیانه در فرودگاه بین‌المللی مکتان کبو

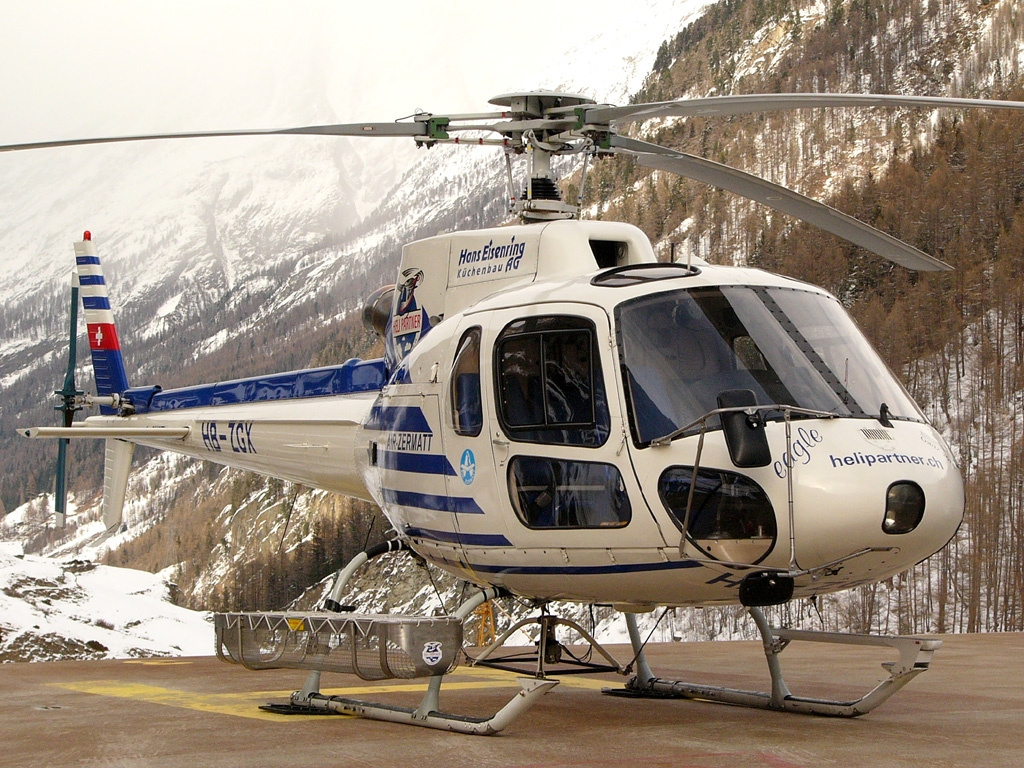
آ اس ۳۵۰ ب۲ ، سوئیس ، ۲۰۰۶

## انواع مختلف

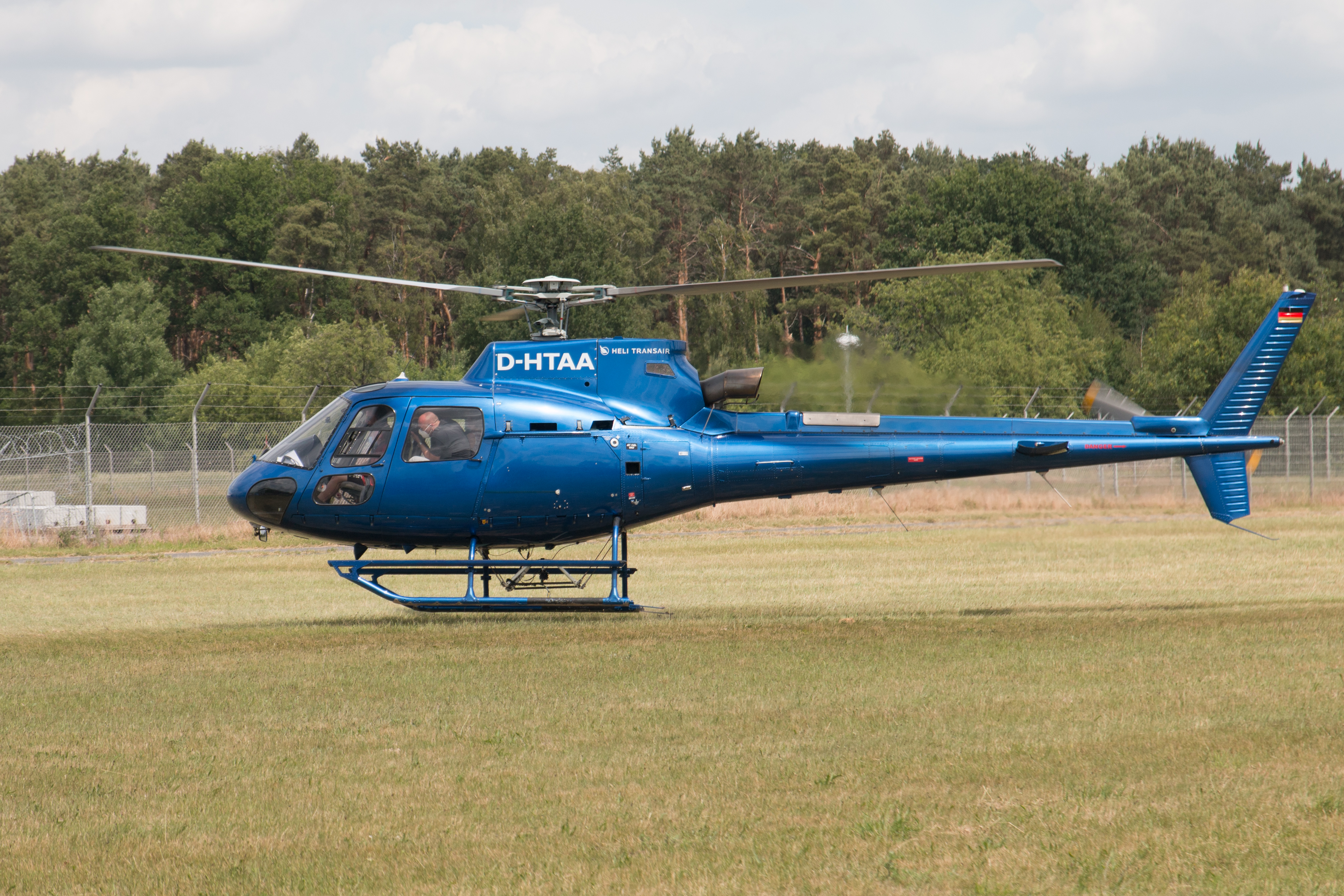
یکی از انواع یوروکوپتر ای‌اس۳۵۰ اکوروی

آ اس ۳۵۰
نمونه اولیه
آ اس ۳۵۰ آتش نشان
نسخه آتش نشانی
آ اس ۳۵۰ بی
طراحی شده با یک موتور توربومکا آریل ۱ دی
آ اس ۳۵۰ بی۱
نسخه بهبود یافته آ اس ۳۵۰ بی اصلی ، که از یک موتور آریل ۱ دی استفاده می شود.
آ اس ۳۵۰ بی۲
نسخه با وزن ناخالص بالاتر که با یک موتور آریل ۱دی۱ تولید می شود.
آ اس ۳۵۰ بی۳
نسخه با کارایی بالا ، از یک موتور آریل ۲بی مجهز به واحد کنترل موتور دیجیتال تک کانال (DECU) با یک سیستم پشتیبان مکانیکی استفاده می شود. این هلیکوپتر اولین بار در قله کوه اورست به زمین نشست .
آ اس ۳۵۰ بی آ
طراحی شده با موتور آریل ۱بی و مجهز به تیغه های روتور اصلی آ اس ۳۵۵ و سروو روتور.
آ اس ۳۵۰ بی بی
این نمونه برای پاسخگویی به نیازهای آموزشی وزارت دفاع بریتانیا از طریق مدرسه پرواز هلیکوپتر دفاعی خود در سال ۱۹۹۶ انتخاب شد. به منظور بهبود چرخه عمر هلیکوپترها از یک موتور آریل ۱دی۱ استفاده شده است.
یوروکوپتر اچ تی.۱
طراحی AS350BB که توسط ارتش انگلیس و از طریق مدرسه پرواز هلیکوپتر دفاع به عنوان یک هلیکوپتر آموزش دیده می شود.
یوروکوپتر اچ تی.۲
طراحی آ اس ۳۵۰ بی بی که توسط نیروی هوایی ارتش انگلیس به عنوان هلیکوپتر آموزشی مستقر در پایگاه میدل والوپ مستقر بود. اکنون بازنشسته شده است.
آ اس ۳۵۰ سی
نوع اولیه نسخه طراحی شده Lyoming LTS-101-600A2 که برای بازار آمریکای شمالی به عنوان آ استار تهیه شده است . به سرعت توسط آ اس ۳۵۰ دی کنار رفت.
آ اس ۳۵۰ دی
طراحی شده با یک موتور Lyoming LTS-101 برای بازار آمریکای شمالی به عنوان آ استار . در یک مرحله با عنوان "مارک سوم" به عنوان آ استار به بازار عرضه شد.
آ اس ۳۵۰ ال۱
مشتقات نظامی آ اس ۳۵۰ ب۱، با موتور توربوشفت ۵۱۰ کیلوواتی (۶۸۴ اسب بخار) آریل ۱دی
آ اس ۳۵۰ ال۲
مشتقات نظامی آ اس ۳۵۰ ب۲ با موتور توربوشفت ۵۴۶ کیلوواتی (۷۳۲ اسب بخار) آریل ۱دی
اچ بی ۳۵۰ بی Esquilo
نسخه نظامی غیر مسلح برای نیروی هوایی برزیل . عنوان برزیلی CH-50 و TH-50 . ساخته شده تحت مجوز توسط هلی‌باراس در برزیل.
اچ بی ۳۵۰ بی۱ Esquilo
نسخه نظامی غیر مسلح برای نیروی دریایی برزیل . نام برزیلی UH-12 . ساخته شده تحت مجوز توسط هلی‌باراس در برزیل.
ا\ بی ۳۵۰ ال۱
نسخه نظامی مسلح برای ارتش برزیل . نام برزیلی HA-1 . ساخته شده تحت مجوز توسط هلی‌باراس در برزیل.

## کاربران
آ اس ۳۵۰ در سراسر جهان در حال خدمت است که توسط افراد خصوصی، کاربران هواپیمایی و چارتر، تیم های پزشکی فوریت‌های پزشکی، دولت‌ها و سازمان‌های اجرای قانون استفاده می‌شود.

### کاربران نظامی و دولتی
آرژانتین
- ژاندارمری ملی آرژانتین [۵]
- پلیس استان بوینوس آیرس [۶]

 اتریش
- پلیس فدرال اتریش [۷]

 بولیوی
- نیروی هوایی بولیوی [۸]

 بوتسوانا
- بال هوایی نیروی دفاعی بوتسوانا [۸]

 برزیل
- نیروی هوایی برزیل [۸]
- نیروی دریایی برزیل
- پلیس ایالتی سائوپائولو [۹]
- پلیس ایالتی میناس گرایس [۱۰]

 کامبوج
- نیروی هوایی سلطنتی کامبوج [۸]

 کانادا
- پلیس سواره نظام کانادا [۱۱]
- خدمات پلیس ادمونتون [۱۲]

 جمهوری آفریقای مرکزی
- نیروی هوایی جمهوری آفریقای مرکزی [۸]

 شیلی
 اکوادور
- ارتش اکوادور [۱۳]

 فرانسه
- ژاندارمری فرانسه [۱۴]

 گابن
- نیروی هوایی گابن [۸]

 گرجستان
- وزارت امور داخله [۱۵][۱۶][۱۷]

 گینه
- نیروی هوایی گینه [۸]

 مجارستان
- نیروی هوایی مجارستان [۱۸]

 ایسلند
- گارد ساحلی ایسلند [۱۹]

 اسرائیل
 اردن
- نیروی هوایی سلطنتی اردن [۸]

 کنیا
- نیروی هوایی کنیا [۲۰]

 لسوتو

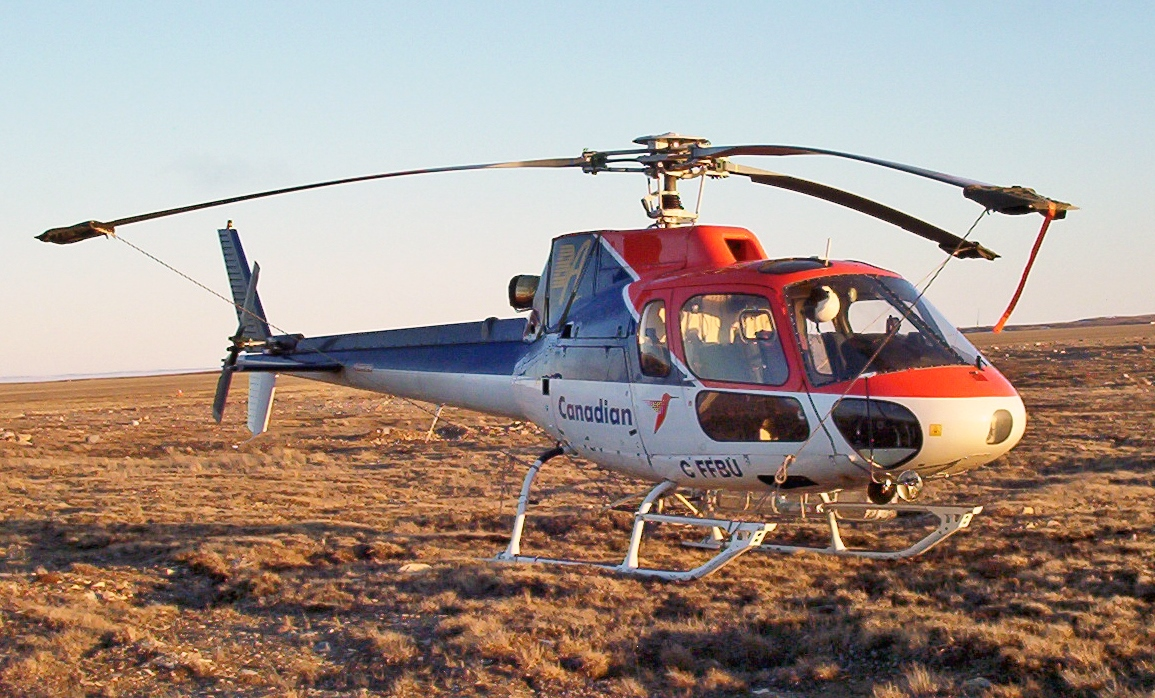
آ اس ۳۵۰ بی آ کانادایی

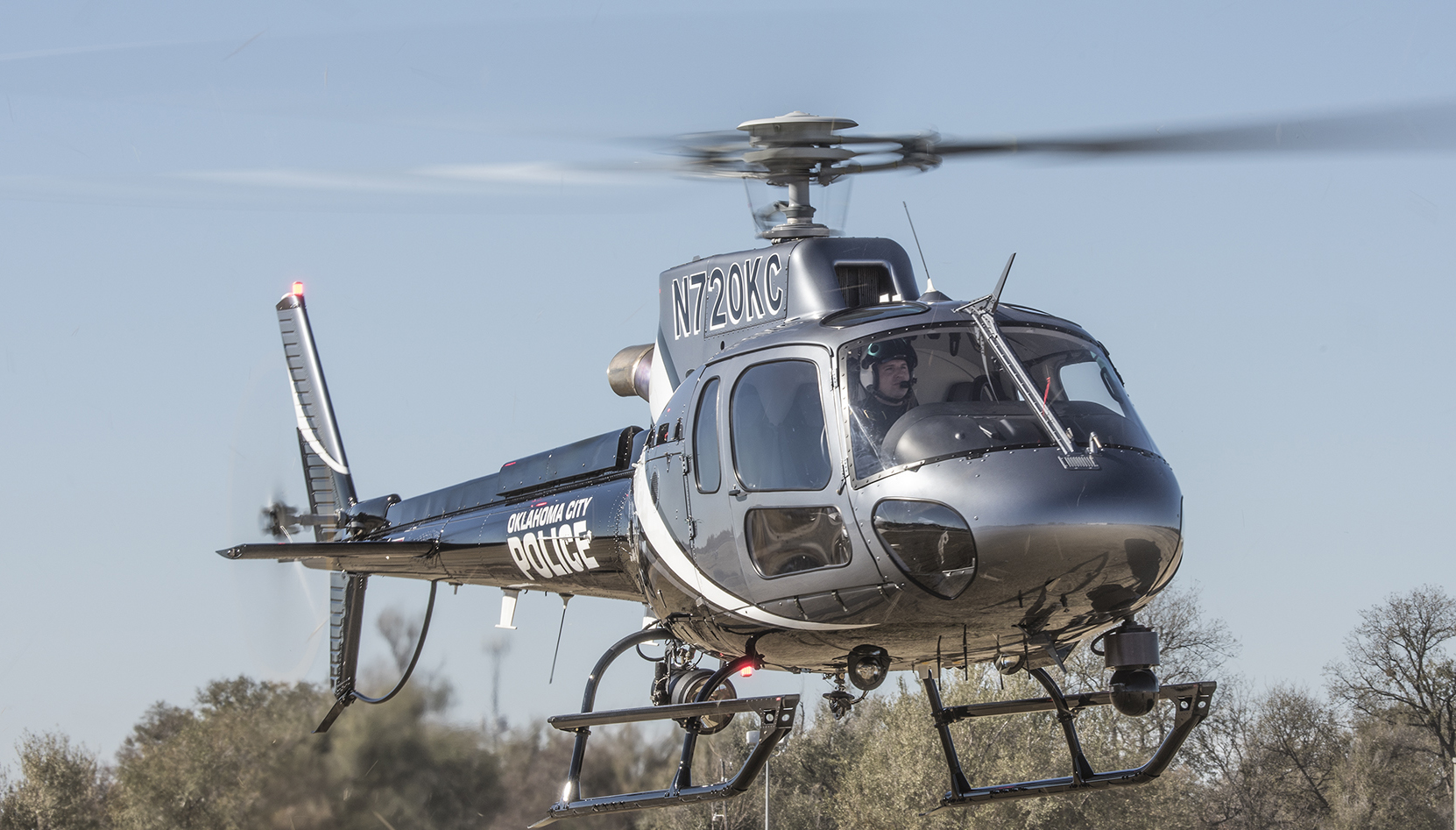
آ اس ۳۵۰ بی ۳ اداره پلیس اوکلاهما ، معروف به هوا-یک (یا هوا دو)

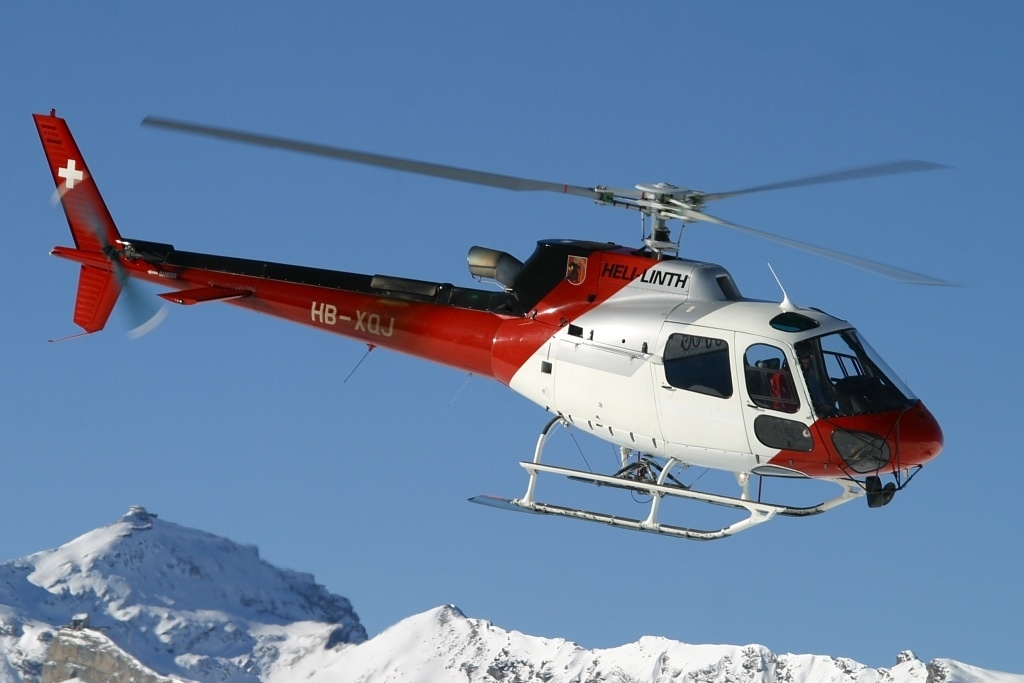
آ اس ۳۵۰ بی۳ Lauberhorn ، سوئیس

- نیروی دفاعی لسوتو - ۳ فروند در خدمت در ژانویه ۲۰۱۹.[۲۱]

 ماداگاسکار

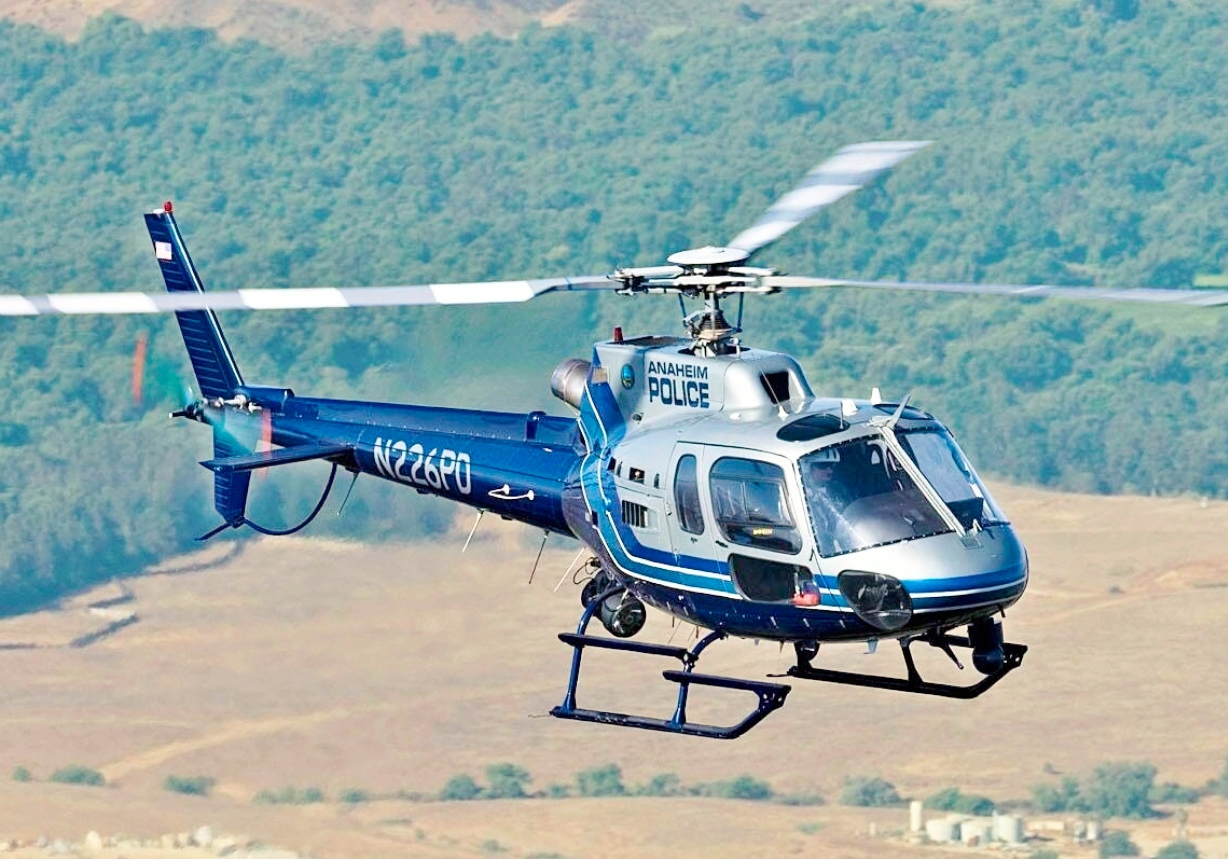
آ اس ۳۵۰ بی ۳ گروه پلیس آناهایم ، معروف فرشته

- نیروهای مسلح ماداگاسکار در ژوئن ۲۰۱۹ سه فروند آ اس ۳۵۰ ب۲ دست دوم دریافت کردند.

 مالاوی
- بال هوایی ارتش مالاوی [۸]

 نامیبیا
- نیروی پلیس نامیبیا

   نپال
- سرویس هوایی ارتش نپال [۸]

 پاکستان
- هواپیمایی ارتش پاکستان

 پاراگوئه
- نیروی هوایی پاراگوئه [۸]
- هواپیمایی دریایی پاراگوئه

 فیلیپین
- پلیس ملی فیلیپین [۲۲]

 قطر

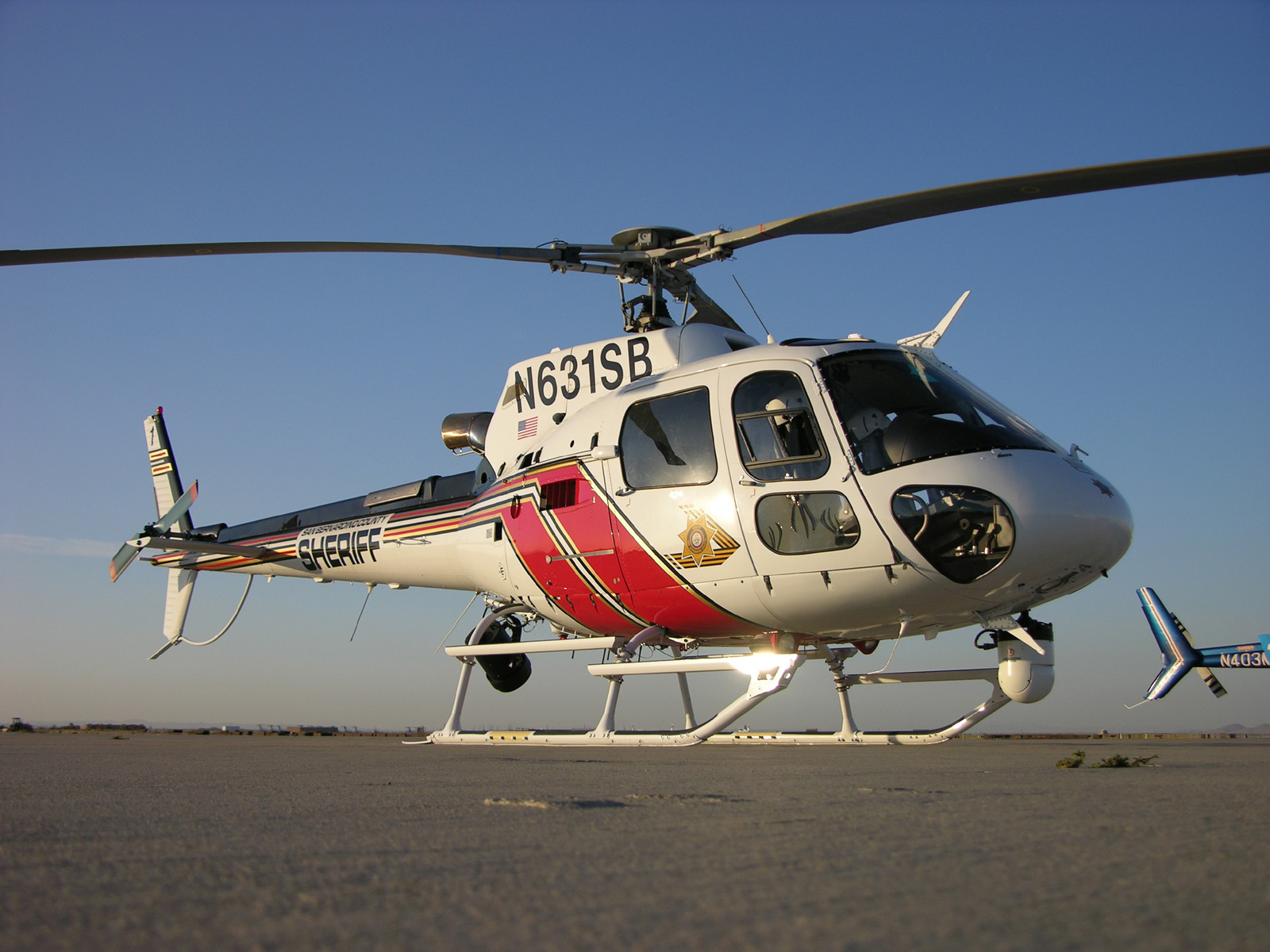
بخش کلانتری شهرستان سان برناردینو آ اس ۳۳۵۰ بی۳

- نیروهای مسلح قطر - ۱ فروند در خدمت، ۱۵ فروند سفارش داده شده تا ژانویه ۲۰۱۹.[۲۳]

 روسیه
- نیروی هوایی روسیه [۸]

 آفریقای جنوبی
- سرویس پلیس آفریقای جنوبی [۲۴]

 ازبکستان
- نیروی هوایی و پدافند هوایی ازبکستان [۲۵]

 بریتانیا
- امپراتوری خلبانان امپراتوری

 ایالات متحده آمریکا
- اداره پلیس آناهایم [۲۶]
- اداره پلیس شهرستان بالتیمور [۲۷]
- گشت بزرگراه کالیفرنیا [۲۸]

- بخش کلانتری شهرستان لس آنجلس [۲۹]
- اداره پلیس لس آنجلس [۳۰]

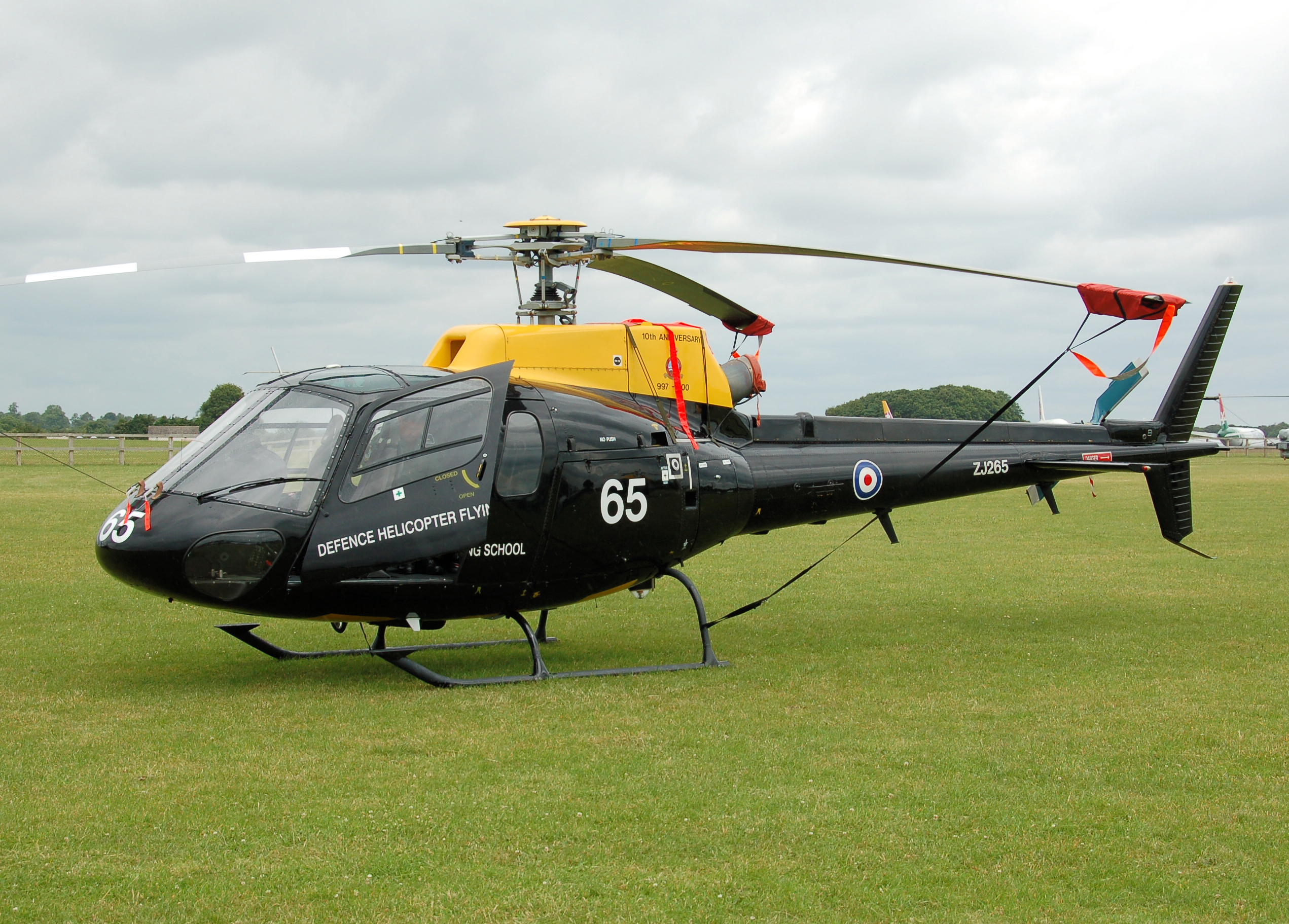
آ اس ۳۵۰ اچ تی ۱ از مدرسه پرواز هلیکوپتری دفاع (انگلستان)

- بخش کلانتر شهرستان جفرسون ، بیرمنگام ، آل
- اداره پلیس میامی [۳۱]
- اداره پلیس میامی-داد
- اداره پلیس شهر اوکلاهما [۳۲]
- اداره پلیس فیلادلفیا [۳۳][۳۴]
- اداره پلیس سن دیگو [۳۵]
- اداره پلیس سان خوزه [۳۶]
- گمرک و حفاظت مرزی ایالات متحده [۳۷][۳۸]

 اوکراین
- وزارت امور داخله [۳۹][۴۰]

### بازنشسته شده
استرالیا
- نیروی دریایی سلطنتی استرالیا [۸][۴۱]

 بریتانیا
- مدرسه پرواز هلیکوپتر دفاعی [۸]

## مشخصات (آ اس ۳۵۰ ب۳)

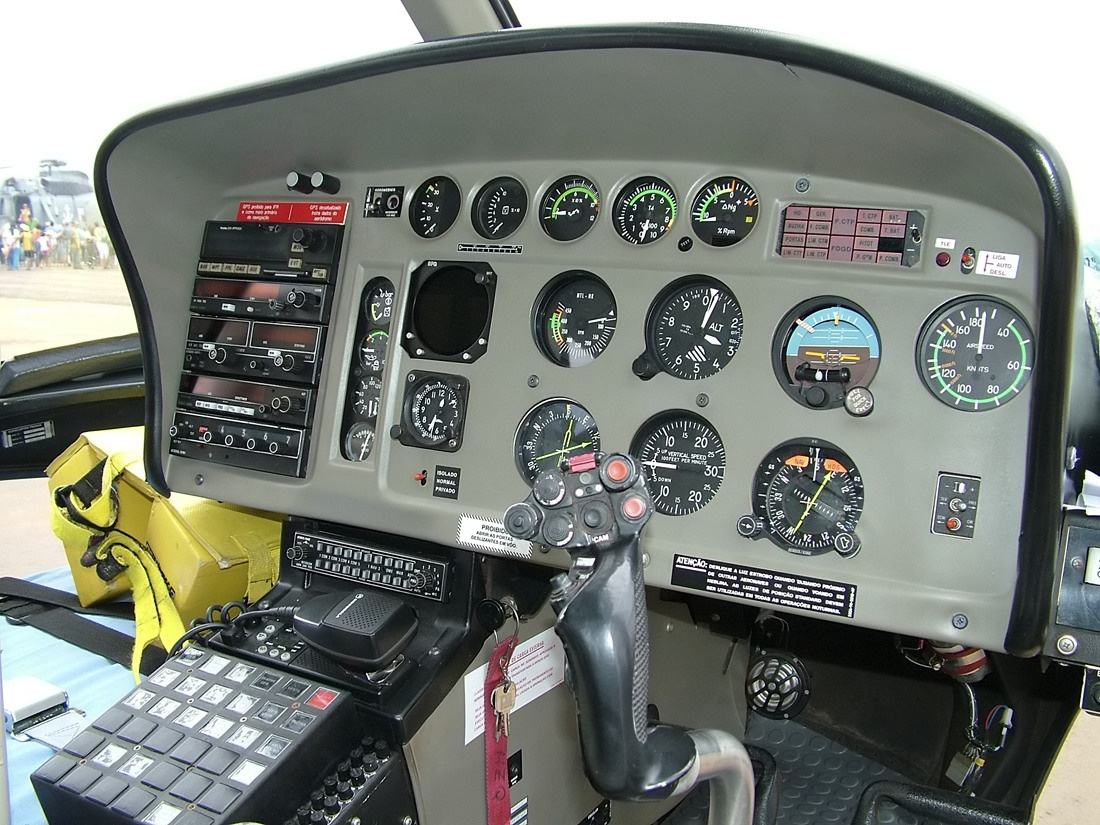
کابین خلبان آ اس ۳۵۰ بی ۲ ، ۲۰۰۶

داده‌ها از Brassey's World Aircraft & Systems Directory 1999/2000
ویژگی‌های عمومی
- خدمه: ۱
- ظرفیت: ۵ مسافر
- طول: ۱۰⁄۹۳ متر (۴ اینچ)
- ارتفاع: ۳⁄۱۴۵ متر (۱ اینچ)
- وزن خالی: ۱٬۱۷۴ کیلوگرم (۲٬۵۸۸ پوند)
- بیشترین وزن برخاست: ۲٬۲۵۰ کیلوگرم (۴٬۹۶۰ پوند)
- پیشرانه: ۱ عدد موتور توربوشفت توربومکا آریل ۲ب، ۶۳۲ کیلووات (۸۴۸ اسب بخار)
- قطر روتور اصلی: ۱۰⁄۷ متر (۴ فوت ۸ اینچ)
- مساحت روتور اصلی: ۸۹⁄۷۵ متر مربع (۱۲٫۸ فوت مربع)

عملکرد
- سرعت کروز: ۲۴۵ کیلومتر بر ساعت (۱۵۲ مایل بر ساعت، ۱۳۲ گره)
- بیشینه سرعت مجاز: ۲۸۷ کیلومتر بر ساعت (۱۷۸ مایل بر ساعت، ۱۵۵ گره)
- بُرد: ۶۶۲ کیلومتر (۴۱۱ مایل، ۳۵۷ مایل دریایی)
- مداومت پروازی: ۶ ساعت و ۴ دقیقه
- حداکثر ارتفاع: ۴٬۶۰۰ متر (۱۵٬۱۰۰ فوت)
- نرخ صعود: ۸⁄۵ متر بر ثانیه (۳۱۰ فوت بر دقیقه)

- درگاه هوانوردی
- درگاه فرانسه